# Swinton Thomas
Swinton Barclay Thomas (* 12. Januar 1931 in Glasgow; † 12. August 2016) war ein britischer Richter.

## Leben
Thomas wurde als Sohn von William Bain Thomas geboren und studierte Jura am Lincoln College der Universität Oxford.
Von 1975 bis 1985 war er Recorder am Crown Court, von 1985 bis 1994 ein High Court Judge in der Family Division und später der Queen’s Bench Division sowie von 1994 bis 2000 Lord Justice of Appeal.
Von 2000 bis 2006 war Thomas der Interception of Communications Commissioner der britischen Regierung.
Thomas war ein prominenter römisch-katholischer Laie, der die Association of Papal Orders in Great Britain leitete.

## Entscheidungen (Auswahl)
- Medforth v Blake
- Rock (Nominees) Ltd v RCO Holdings Ltd
- Weathersfield Ltd v Sargeant